# Делавер (Нью-Йорк)
Делавер (англ. Delaware) — місто (англ. town) в США, в окрузі Салліван штату Нью-Йорк. Населення — 2203 особи (2020).

## Демографія
Згідно з переписом 2010 року, у місті мешкало 2670 осіб у 996 домогосподарствах у складі 641 родини. Було 1535 помешкань
Расовий склад населення:
| - 84,3 % — білих - 12,1 % — чорних або афроамериканців - 0,4 % — азіатів - 0,3 % — корінних американців - 0,1 % — вихідців з тихоокеанських островів - 1,5 % — осіб інших рас |

До двох чи більше рас належало 1,2 %. Частка іспаномовних становила 6,9 % від усіх жителів.
За віковим діапазоном населення розподілялося таким чином: 19,5 % — особи молодші 18 років, 62,6 % — особи у віці 18—64 років, 17,9 % — особи у віці 65 років та старші. Медіана віку мешканця становила 41,7 року. На 100 осіб жіночої статі у місті припадало 96,3 чоловіків;  на 100 жінок у віці від 18 років та старших — 98,2 чоловіків також старших 18 років.
Середній дохід на одне домашнє господарство  становив 72 511 долар США (медіана — 60 227), а середній дохід на одну сім'ю — 91 890 доларів (медіана — 73 750). Медіана доходів становила 51 146 доларів для чоловіків та 38 857 доларів для жінок. За межею бідності перебувало 11,8 % осіб, у тому числі 8,2 % дітей у віці до 18 років та 7,8 % осіб у віці 65 років та старших.
Цивільне працевлаштоване населення становило 1297 осіб. Основні галузі зайнятості: освіта, охорона здоров'я та соціальна допомога — 30,2 %, будівництво — 12,8 %, мистецтво, розваги та відпочинок — 12,3 %.